# Sebastian Alstein
Sebastian Alstein (* 1558 in Neuhaldensleben; † 1641 ebenda) war Bürgermeister von Neuhaldensleben und Alchemist.

## Leben
1558 als Sohn des Schlossers und Uhrmachers Paul Alstein in Neuhaldensleben geboren, wurde er 1582 Kantor und 1584 Rektor der Schule in seiner Heimatstadt. 1589 wurde er Ratsmitglied und ab 1593 Bürgermeister. Sebastian war ein Bruder des bekannten Alchemisten Jakob Alstein. Ein weiterer Bruder, Joachim, studierte Jura und wurde dann ebenfalls Ratsmitglied und Bürgermeister. Sebastian Alsteins lebensgroßes Bild befindet sich im Haus Zum Kronprinzen und sein Grabstein in der Kirche St. Marien.

## Wirken
Als Bürgermeister soll er sich durch besondere Volksnähe ausgezeichnet haben, außerdem hat er Hexenprozesse unterdrückt und steuerte seine Gemeinde zusammen mit seinem Bruder Joachim Alstein umsichtsvoll durch Pestepidemien und die Zeit des Dreißigjährigen Krieges. Daneben war Sebastian Alstein aber ab den 1590er Jahren auch als Alchemist tätig und war mit anderen Alchemisten im Austausch, darunter seinem Bruder Jakob. Zwischen 1621 und 1625 führte er einen Briefwechsel alchemistischen Inhalts mit Gebhard Johann I. von Alvensleben und verkaufte diesem einen Ofen und alchemistische Rezepte.